# Ashley Tesoro

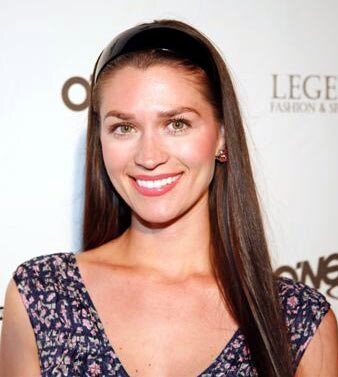
Ashley Tesoro (2008)

Ashley Cafagna-Tesoro (* 15. Februar 1983 in Iowa City, Iowa; gebürtig Ashley Lyn Cafagna) ist eine US-amerikanische Schauspielerin.

## Leben und Leistungen
Ashley Tesoro gewann als neunjähriges Kind den Titel Little Miss California pageant. Sie debütierte als Schauspielerin im Film Lost Island aus dem Jahr 1994. Im Fantasythriller Lord of Illusions spielte sie eine der größeren Rollen.
Im Horrorfilm The Werewolf Reborn! übernahm Tesoro die Hauptrolle. In den Jahren 1997 bis 2000 trat sie in der Fernsehserie Saved by the Bell: The New Class auf; für diese Rolle wurde sie in den Jahren 1999 und 2000 für den YoungStar Award sowie im Jahr 2000 für den Young Artist Award nominiert. Die in den Jahren 1998 bis 2001 gespielte Rolle in der Serie Reich und Schön brachte ihr 1999 und 2000 Nominierungen für den YoungStar Award sowie 2001 und 2002 Nominierungen für den Young Artist Award. Im Thriller The Skulls II spielte sie eine der größeren Rollen.
Ashley arbeitete zeitweise als Model, darunter für Tommy Hilfiger. Die Schauspielerin heiratete im Jahr 2001 den Film- und Musikproduzenten Anthony J. Tesoro. Gemeinsam mit ihm gründete sie im Jahr 2005 das Unternehmen Tesoro Entertainment, dessen Tochterunternehmen Tesoro Records zwei Jahre später gegründet wurde.

## Filmografie (Auswahl)
- 1994: Lost Island
- 1995: Lord of Illusions
- 1996: Demon in the Bottle
- 1997: Kleiner König Midas (The Midas Touch)
- 1997–2000: Saved by the Bell: The New Class (Fernsehserie)
- 1998: The Werewolf Reborn!
- 1998–2001: Reich und Schön (The Bold And The Beautiful, Fernsehserie)
- 2000: Frankenstein & the Werewolf Reborn!
- 2002: The Skulls II